# (400) Дакроса
(400) Дакроса (фр. Ducrosa) — небольшой астероид главного пояса, который открыл 15 марта 1895 года французский астроном Огюст Шарлуа в обсерватории Ниццы и назван в честь французского астронома Ж. Дюкро, механика обсерватории Ниццы.

Орбита астероида Дакроса и его положение в Солнечной системе
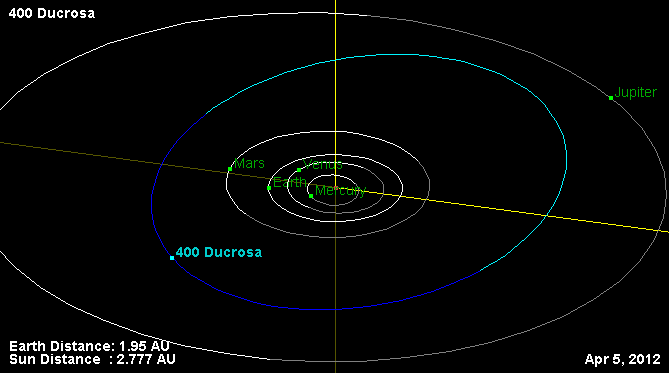
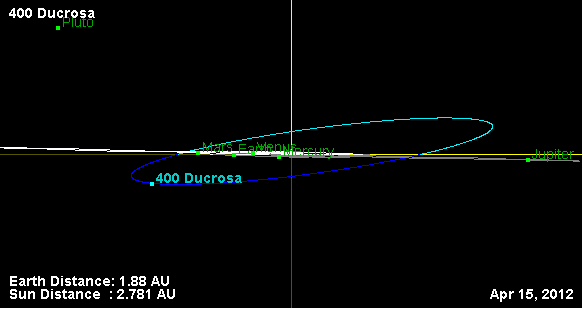